# Буяк, Францишек (историк)
Францишек Буяк (пол. Franciszek Bujak; род. 16 августа 1875, Машкенцице, Царство Польское — 21 марта 1953, Краков, Польская Народная Республика) — польский историк, специалист по польской экономической и социальной истории. Недолгое время возглавлял Министерство сельского хозяйства и развития села.
Профессор истории Ягеллонского университета (1909—1918, 1946—1952), Варшавского университета (1919—1921) и университета Львова (1921—1941). Член Польской академии знаний с 1919 года и Польской академии наук с 1952 года, президент польского исторического общества (в 1932—1933 и в 1936—1937 годах), член НОШ (1920), Чехословацкой сельскохозяйственной академии, Чехословацкого научного общества, Славянского института в Праге. Политик от партии «Пяст» и «Крестьянской партии» (пол. Stronnictwo Ludowe).
Он создал школу исследований польской экономической истории, особенно аграрной истории. Был инициатором серии публикации исследований социальной и экономической истории (1931—1950) и основателем журнала «Анналы социальной и экономической истории». Автор многих работ, в том числе «Изучение поселений Малой Польши» (1905), «Деревня Западной Галиции в конце XIX века» (1906).

## Биография
Родом из крестьянской семьи. Окончив начальную школу, в 1894 году Францишек сдал экзамены с отличием в средней школе в Бохне. В 1894—1900 годах учился на факультете истории и права Ягеллонского университета (исследования в области гуманитарных наук — история, историко-географические и правовые науки) под руководством профессоров: Станислава Смолки, Винцента Закржевского (пол. Wincentego Zakrzewskiego), Анатоля Левицкого, Болеслава Улановского (пол. Bolesława Ulanowskiego), с 1897 — ассистент этого вуза.
В 1899 году он получил степень доктора философии в исторической географии, затем научный интерес и исследования изменились в сторону социальной и экономической истории. В 1901—1902 годах жил и изучал право в Лейпциге, Риме и Генуе. Он был тогда помощником в Ягеллонском университете, библиотекарем библиотеки Ягеллонского университета и архивариусом в Краевом архиве Кракова (Archiwum Krajowym Aktów Grodzkich i Ziemskich). Был членом Национальной лиги (Национальная лига — тайная политическая организация, созданная 1 апреля 1893 года, центр национального движения. Распалась в 1928 году). В 1905 году стал хабилитатом кафедры истории Польши в Ягеллонском университете на основе работы по изучению поселений Малой Польши. Это была первая работа по экономической истории в истории польской науки. С 1905 по 1919 он работал в этой области деятельности в Ягеллонском университете, создав первый центр научно-экономической истории (заведующий кафедры экономической и общей истории Польши); с 1909 года — адъюнкт-профессор. С 1917 года — член-корреспондент, с 1922 — академик польской АН.
Во время Первой мировой войны разработал проект сельскохозяйственных реформ.
Буяк был экспертом польской делегации на Парижской мирной конференции в 1919 году, занимался экономическими вопросами.
В 1919 году он присоединился к Варшавскому университету, а также Высшей коммерческой школе в Варшаве, как ординарный профессор. С апреля (по другим данным, июня) по июль 1920 года Буяк был министром сельского хозяйства и государственных активов в правительстве Владислава Грабского.
С учебного года 1920/1921 переведён в Львовский университет, где был профессором и главой Департамента по экономической и социальной истории. Работал там до 1939 года. 1926-27 — председатель наблюдательного совета польского сельскохозяйственного банка. С 1928 — куратор Союза польской академической молодежи «Засев» («Posiew») во Львове, с 1929 — его почётный член. В 1935 году построил в родном селе Народный дом с библиотекой. В 1939 году избран в состав Совета секретариата польских общественных организаций во Львове. Во время Второй мировой войны участвовал в подпольном движении во Львове и Кракове. В 1945 году экспатриирован из Львова в Краков. В 1946 году он возглавил кафедру кооперативной экономики сельскохозяйственного факультета Ягеллонского университета (исследование кооперативов).
Буяк принимал активное участие в научной жизни страны и играл значительную роль в качестве организатора науки. В 1948 году он вышел в отставку, а в 1949 году опубликовал последние научные работы.
Он был похоронен на Раковицком кладбище в Кракове.
Он был отцом лыжника и альпиниста Якуба Буяка.

## Известные ученики
Его учениками были в том числе Станислав Хозовски (пол. Stanisław Hoszowski), Стефан Инглот (пол. Stefan Inglot), Тадеуш Ладогорски (пол. Tadeusz Ładogórski), Александр Тарнавский (пол. Aleksander Tarnawski).

## Награды и премии
- Командорский крест со звездой ордена Возрождения Польши (2 мая 1923)[9]
- Награда им. Карла Шайноха (1938)[10].

## Некоторые сочинения
- Galicya, t. 1. Kraj. Ludność. Spoleczeństwo. Rolnictwo. Lwów, 1906;
- Rozwój gospodarczy Galicji (1772—1914). Lwów, 1917;
- Historia osadnictwa ziem polskich. Warszawa, 1920;
- Studia geograficzno-historyczne. Warszawa, 1925;
- Wybóyr pism, t. 1. Warszawa, 1976.

Всего автор более 400 научных работ, один из главных создателей польской экономической истории как отдельной научной дисциплины.